# Willy Stassen
Willy Stassen (Elsene, 13 april 1948) is een Belgisch director of photography. Hij werkt aan speelfilms, korte films, documentaires en televisieseries.
Hij werkte mee aan heel wat bekroonde films. Zo werkte hij mee aan onder meer de films De avonden van Rudolf van den Berg (welke in 1990 een Gouden Kalf won) en Antonia van Marleen Gorris (welke in 1996 de Oscar voor beste niet-Engelstalige film won). In 2001 werd Iedereen beroemd! van Dominique Deruddere genomineerd voor dezelfde Oscar.

## Filmografie en televisiewerk
- 1975: Pierre
- 1978: In kluis
- 1982: Het beest
- 1983: Brussels by Night
- 1985: Istanbul
- 1986: Congo Express
- 1987: Crazy Love
- 1987: Hector
- 1988: Honneponnetje
- 1989: De avonden
- 1990: Koko Flanel
- 1992: De nietsnut (televisiefilm)
- 1993: De zevende hemel
- 1993: Mannen maken plannen
- 1993: Ad Fundum
- 1995: Victor et François (televisiefilm)
- 1995: Antonia
- 1995: She Good Fighter
- 1996: Génération vidéo (televisiefilm)
- 1997: Victor (televisiefilm)
- 1997: Hombres Complicados
- 1998: Blazen tot honderd
- 1999: Balzac (televisiefilm)
- 2000: Iedereen beroemd!
- 2001: Bruxelles mon amour
- 2002: Les misérables (televisieserie)
- 2003: Volpone (televisiefilm)
- 2003: Frank Riva (televisieserie)
- 2006: Marie Besnard l'empoisonneuse... (televisiefilm)
- 2008: Papillon noir (televisiefilm)
- 2008: Cellule identité (televisieserie)
- 2009: Vive les vacances! (televisieserie)
- 2010: À 10 minutes de la plage (televisiefilm)
- 2012: Merlin - L'enchanteur désenchanté (televisiefilm)
- 2013: Les mauvaises têtes (televisiefilm)
- 2014: Alex Hugo, la mort et la belle vie (televisiefilm)
- 2014: Ça va passer... Mais quand? (televisiefilm)
- 2014: Couvre-feu (televisiefilm)

- Biblioteca Nacional de España: XX1286697
- Gemeinsame Normdatei: 131412728
- International Standard Name Identifier: 0000 0001 1450 9981
- Library of Congress Control Number: no2005095815
- Nationale Bibliotheek van Israël: 987007436771905171
- Système universitaire de documentation: 076766713
- Virtual International Authority File: 87049548
- WorldCat: E39PBJjxtrgW6PDgkk6VBXkbh3